# Інноваційний процес
Інноваційний процес – сукупність науково-технічних, технологічних і організаційних змін, що відбуваються у процесі реалізації інновацій; процес послідовного перетворення ідеї на товар, що проходить етапи фундаментальних, прикладних досліджень, конструкторських розробок, маркетингу, виробництва, нарешті, збуту, − процес комерціалізації  технологій.
Інноваційний процес – це узагальнення системи знань, через яку створюються ідеї, що у подальшому впроваджуються у вигляді комерціалізації або системи змін, які поширюються через нові товари, послуги або процеси, які здатні задовольнити потреби на якісно новому рівні. 
Розрізняють різні типи інноваційного процесу: 
- Тип 1. «Інновація − прорив». В узагальненому вигляді даний тип передбачає: генерацію кардинально нових знань (зазвичай це сфера фундаментальних досліджень); визначення можливостей трансформації одержаних фундаментальних знань в ідеї, які мають прикладний характер; визначення потреб споживачів в інновації даного типу; формування якісних та кількісних параметрів інновації; тестування інновації (тільки для товару або процесу); впровадження (виробництво); поширення інновацій у базовій сфері; поширення інновацій на суміжні галузі; оцінку ефекту й ефективності інновацій.
- Тип 2. «Інновація – удосконалення». В узагальненому вигляді даний тип передбачає: вибір якостей (процесів), що потребують удосконалення на основі аудиту будь-якого об’єкта та визначення проблем, які необхідно вирішити; генерацію ідей щодо вдосконалення; вибір базової ідеї вдосконалення; формування технічного завдання з удосконалення; тестування удосконалення; коригування удосконалення; впровадження вдосконалення; комерціалізацію вдосконалення; поширення на інші об’єкти; оцінку ефективності вдосконалення.
- Тип 3. «Інновація – модифікація». В узагальненому вигляді даний тип передбачає: з’ясування потреби у модифікації; вибір і конкретизацію параметру, який необхідно модифікувати; формування технічного завдання; тестування модифікації; впровадження модифікації; комерціалізацію модифікації; поширення на інші об’єкти; оцінку ефективності.

Найбільш типові складові інноваційного процесу: 
- 1. Визначення потреби в інновації. Ця складова передбачає здійс-нення аудиту діяльності підприємства з визначенням поточних і стратегічних проблем, які можна вирішити за допомогою генерації та впровадження інновацій.
- 2. Дослідження (збір інформації). Передбачає конкретизацію та розробку теоретичного підходу до вирішення даної проблеми; прикладне дослідження; експериментальне дослідження і перевірки; експериментальні моделі.
- 3. Проектування. Складова базується на визначенні технічних ха-рактеристик виробу (зразка); проектуванні виробу; конструкційне і ех-нологічне забезпечення виробу; виготовлення, випробування і доведен-ня виробу; попереднє тестування.
- 4. Розробка. Передбачає підготовку виробництва (конструювання, технологія, матеріально-технічне постачання, створення допоміжних матеріалів, спеціальних інструментів і устаткування); запуск товару у виробництво; управління освоєним виробництвом; постачання спожи-вачам; формування системи комунікацій.
- 5. Управління. Передбачає використання у споживача; надання послуг; необхідна ліквідація застарілого і створення замість нього нового товару.